# NGC 6454
NGC 6454 је спирална галаксија у сазвежђу Змај која се налази на NGC листи објеката дубоког неба.
Деклинација објекта је + 55° 42' 16" а ректасцензија 17h 44m 56,5s. Привидна величина (магнитуда) објекта NGC 6454 износи 13,7 а фотографска магнитуда 14,5. NGC 6454 је још познат и под ознакама MCG 9-29-26, CGCG 278-24, PGC 60795.